# Славчо Ковилоський
Славчо Ковилоський (мак. Славчо Ковилоски, 1978, Скоп'є, Північна Македонія) — македонський поет, прозаїк, есеїст, літературний критик та історик.
Ковилоський закінчив Філософський факультет Університету св. Кирила і Мефодія.
Докторську дисертацію захистив у травні 2017 року в Скоп'є.
Є автором численних монографій, наукових видань.
Лауреат премій «3 листопад», «Гоце Делчев», «Ґріґор Парлічев» та інших.